# 神的教會
神的教會（Church of God）是美國的五旬節運動出現的五旬宗教會，相信耶稣复临。目前，在82個國家從事其宣教工作。
神的教會于1909年成立海外传教差会（Church of God Mission，CGM），总部印第安纳州。同年派遣传教士胡惠廉（W.A.Hunnex）前往中国，驻上海。1919年，神的教会在中国江苏省有上海、镇江2传教站，西教士6人，受餐信徒50人。1937年，神的教会仅存上海1处总堂，驻长浜路。
神的教會在镇江小太古山设有真道堂（宝盖路127号），已恢复开放，为镇江市文物保护单位。1933年神的教會传入扬州，在柳巷设有真道堂。又传入高邮，设于原内地会教堂。
1976年，台灣復興基督教會改名為台灣復興神的教會，自此與美國神的教會締結為姊妹教會。

## 外部連結
- 美國神的教會 （页面存档备份，存于）

1. ↑  黄光域：基督教传行中国纪年332页
2. ↑  中华归主394页